# Olaf I di Danimarca
Olaf I di Danimarca, conosciuto anche come Oluf I Fame (1050 – 18 agosto 1095), fu re di Danimarca dopo suo fratello Canuto IV dal 1086 fino alla sua morte.
Era il figlio naturale del re Sweyn II di Danimarca e si sposò con Ingegerd, principessa di Norvegia.
Il regno di Oluf fu colpito da diversi anni di mancanza del raccolto che gli guadagnò il soprannome di "Fame", e morì nell'agosto del 1095 per circostanze misteriose.
I sostenitori del suo predecessore assassinato Canuto il Santo dichiararono che la carestia fu mandata da Dio come punizione. Oluf e i suoi fratelli Ubbe, Harald e Niels originariamente appartenevano ad una parte politica che era stata contrapposta a quella del re Canuto, e alcuni usarono questo contro di lui, biasimando il re per la carestia. Alcuni speculano che forse si suicidò.

## Ascendenza
|                       |   |                      | Genitori              |  |  | Nonni |  |  | Bisnonni            |  |  | Trisnonni |  |
|                       |   |                      |                       |  |  |       |  |  | Thorgils Sprakalägg |  |  | …         |  |
|                       |   |                      |                       |  |  |       |  |  | Thorgils Sprakalägg |  |  | …         |  |
|                       |   | …                    |                       |  |  |       |  |  | Thorgils Sprakalägg |  |  |           |  |
| Ulf Thorgilsson       |   |                      |                       |  |  |       |  |  | Thorgils Sprakalägg |  |  |           |  |
|                       |   | …                    | …                     |  |  |       |  |  |                     |  |  |           |  |
|                       |   | …                    | …                     |  |  |       |  |  |                     |  |  |           |  |
|                       |   | …                    | …                     |  |  |       |  |  |                     |  |  |           |  |
| Sweyn II di Danimarca |   | …                    |                       |  |  |       |  |  |                     |  |  |           |  |
|                       |   | Sweyn I di Danimarca | Aroldo I di Danimarca |  |  |       |  |  |                     |  |  |           |  |
|                       |   | Sweyn I di Danimarca | Aroldo I di Danimarca |  |  |       |  |  |                     |  |  |           |  |
|                       |   | Sweyn I di Danimarca | Tova degli Obodriti   |  |  |       |  |  |                     |  |  |           |  |
| Estrid Svendsdatter   |   | Sweyn I di Danimarca |                       |  |  |       |  |  |                     |  |  |           |  |
|                       |   | Gunhildr di Venedia  | …                     |  |  |       |  |  |                     |  |  |           |  |
|                       |   | Gunhildr di Venedia  | …                     |  |  |       |  |  |                     |  |  |           |  |
|                       |   | Gunhildr di Venedia  | …                     |  |  |       |  |  |                     |  |  |           |  |
| Olaf I di Danimarca   |   | Gunhildr di Venedia  |                       |  |  |       |  |  |                     |  |  |           |  |
|                       | … | …                    |                       |  |  |       |  |  |                     |  |  |           |  |
|                       | … | …                    |                       |  |  |       |  |  |                     |  |  |           |  |
|                       | … | …                    |                       |  |  |       |  |  |                     |  |  |           |  |
| …                     | … |                      |                       |  |  |       |  |  |                     |  |  |           |  |
|                       |   | …                    | …                     |  |  |       |  |  |                     |  |  |           |  |
|                       |   | …                    | …                     |  |  |       |  |  |                     |  |  |           |  |
|                       |   | …                    | …                     |  |  |       |  |  |                     |  |  |           |  |
| …                     |   | …                    |                       |  |  |       |  |  |                     |  |  |           |  |
|                       |   | …                    | …                     |  |  |       |  |  |                     |  |  |           |  |
|                       |   | …                    | …                     |  |  |       |  |  |                     |  |  |           |  |
|                       |   | …                    | …                     |  |  |       |  |  |                     |  |  |           |  |
| …                     |   | …                    |                       |  |  |       |  |  |                     |  |  |           |  |
|                       |   | …                    | …                     |  |  |       |  |  |                     |  |  |           |  |
|                       |   | …                    | …                     |  |  |       |  |  |                     |  |  |           |  |
|                       |   | …                    | …                     |  |  |       |  |  |                     |  |  |           |  |
|                       |   | …                    |                       |  |  |       |  |  |                     |  |  |           |  |